# كاسريات الحجر
كاسريات الحجر (الاسم العلمي: Saxifragales) هي رتبة من النباتات تتبع طبقة من طائفة ثنائيات الفلقة.

## التصنيف
- كاسرات الحجر
  - كاسر الحجر
- كرسولية